# Kerswell
Kerswell – osada w Anglii, w Devon. W 1870-72 osada liczyła 153 mieszkańców. Kerswell jest wspomniana w Domesday Book (1086) jako Carsewelle/Carseuilla.